# Shiratsuyu-Klasse
Die Shiratsuyu-Klasse (japanisch 白露型駆逐艦 Shiratsuyu-gata kuchikukan) war eine Klasse von zehn Zerstörern der Kaiserlich Japanischen Marine, die im Zweiten Weltkrieg zum Einsatz kamen.

## Entwicklungsgeschichte und Bau
Im Rahmen des 1. Kreis-Bauprogramms (Maru 1 Keikaku) von 1931 wurden zwölf Einheiten der Hatsuharu-Klasse geordert. In Folge des Tomozuru-Zwischenfalls, bei diesem war am 12. März 1934 das Torpedoboot Tomozuru in schwerer See unter Verlust eines Großteils der Besatzung wegen Topplastigkeit gekentert, kam es zu einer Überprüfung der Stabilität der beiden bereits in Dienst stehen Schiffe und diese wurde als mangelhaft bewertet. Vier weitere Einheiten befanden sich bereits in weiter fortgeschrittenen Baustadien und so wurde der Entwurf überarbeitet und die letzten sechs Einheiten der ursprünglich geplanten Klasse bildeten nun den Grundstock der Shiratsuyu-Klasse. Zu diesen sechs Einheiten kamen noch vier weitere, welche im Rahmen des 2. Kreis-Bauprogramms (Maru 2 Keikaku) von 1934 geordert wurden, womit die Klasse nun zehn Einheiten umfasste.
Der Entwurf der Shiratsuyu-Klasse glich im Wesentlichen der überarbeiteten Hatsuharu-Klasse, hatte aber bei einer geringeren Schiffslänge und -breite einen größeren Tiefgang. Zu Verbesserungen kam es im Bereich der Torpedobewaffnung, bei welcher die Dreifachtorpedorohrsätze durch Vierfachsätze ersetzt wurden und sich die Reservetorpedos für den vorderen Rohrsatz nunmehr beidseits des achteren Schornstein befanden. Dies beseitigte auch die charakteristische asymmetrisch zur Schiffmittellinie stehende Anordnung der Schornsteine der Hatsuharu-Klasse.
Die vier im Rahmen des Bauprogramms von 1934 georderten Schiffe wiesen Verbesserungen auf, welche sie der nachfolgenden Asashio-Klasse ähnlich machte.

## Liste der Schiffe
| Name              | Bauwerft                | Kiellegung        | Stapellauf         | Indienststellung  | Verbleib |                |
| Maru 1 Keikaku    | Maru 1 Keikaku          | Maru 1 Keikaku    | Maru 1 Keikaku     | Maru 1 Keikaku    | Maru 1 Keikaku | Maru 1 Keikaku |
| ----------------- | ----------------------- | ----------------- | ------------------ | ----------------- | --- | -------------- |
| Shiratsuyu (白露) | Marinewerft Sasebo      | 14. November 1933 | 5. April 1935      | 20. August 1936   | gesunken am 14. Juni 1944 nach Kollision mit Tanker Seiyo Maru, in der Straße von Surigao während eines Sturm                |                |
| Shigure (時雨)    | Uraga Senkyo, Yokosuka  | 9. Dezember 1933  | 18. Mai 1936       | 7. September 1937 | versenkt am 24. Januar 1945 durch amerik. U-Boot USS Blackfin, vor der Ostküste Malayas                                      |                |
| Murasame (村雨)   | Fujinagata Zōsen, Osaka | 1. Februar 1934   | 20. Juni 1935      | 7. Januar 1937    | versenkt am 6. März 1943 nach Zusammentreffen mit der Task Force 68 durch Torpedo des amerik. Zerstörers Waller im Kula-Golf |                |
| Yūdachi (夕立)    | Marinewerft Sasebo      | 16. Oktober 1934  | 21. Juni 1936      | 7. Januar 1937    | versenkt am 13. November 1942 durch amerik. Kreuzer Portland, während der Seeschlacht von Guadalcanal im Savo Sound          |                |
| Samidare (五月雨) | Uraga Senkyo, Yokosuka  | 19. Dezember 1934 | 6. Juli 1935       | 29. Januar 1937   | versenkt am 25. August 1944 nach Strandung auf den Palauinseln                                                               |                |
| Harusame (春雨)   | Uraga Senkyo, Yokosuka  | 3. Februar 1935   | 21. September 1935 | 26. August 1937   | versenkt am 8. Juni 1944 durch Luftangriff, nordwestlich von Neuguinea                                                       |                |
| Maru 2 Keikaku    |                         |                   |                    |                   | |                |
| Umikaze (海風)    | Marinewerft Maizuru     | 4. Mai 1935       | 27. November 1936  | 31. Mai 1937      | versenkt am 1. Februar 1944 durch amerik. U-Boot USS Guardfish, südlich von Truk                                             |                |
| Yamakaze (山風)   | Uraga Senkyo, Yokosuka  | 25. Mai 1935      | 21. Februar 1936   | 30. Januar 1937   | versenkt am 25. Juni 1942 durch amerik. U-Boot USS Nautilus                                                                  |                |
| Kawakaze (江風)   | Fujinagata Zōsen, Osaka | 25. April 1935    | 1. November 1936   | 30. April 1937    | versenkt am 6. August 1943 während der Schlacht im Vella-Golf                                                                |                |
| Suzukaze (涼風)   | Uraga Senkyo, Yokosuka  | 9. Juli 1935      | 11. März 1937      | 31. August 1937   | versenkt am 26. Januar 1944 durch amerik. U-Boot USS Skipjack, südlich von Neubritannien                                     |                |

## Technische Beschreibung

### Rumpf
Der Rumpf eines Zerstörers der Shiratsuya-Klasse, unterteilt in wasserdichte Abteilungen, war 107,5 Meter lang, 9,9 Meter breit und hatte bei einer Einsatzverdrängung von 2.011 Tonnen einen Tiefgang von 3,5 Metern.

### Antrieb
Der Antrieb erfolgte durch drei ölbefeuerte Dampferzeuger – Kampon-Kesseln des Yarrow-Typs, jeder in einem gesonderten Kesselraum untergebracht – und zwei Getriebeturbinensätze mit denen eine Gesamtleistung von 42.000 PS (30.891 kW) erreicht wurde. Die Leistung wurde an zwei Wellen mit je einem Propeller abgegeben. Die Höchstgeschwindigkeit betrug 34 Knoten (63 km/h) und die maximale Fahrstrecke 6.000 Seemeilen (11.112 km) bei 15 Knoten, wofür 508 Tonnen Schweröl gebunkert werden konnten.

### Bewaffnung

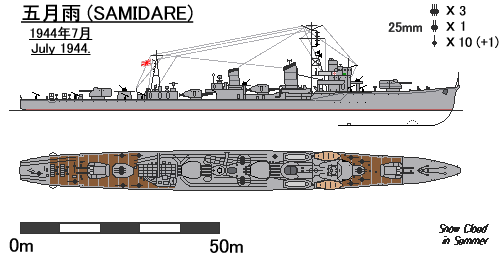
Aufstellung der Bewaffnung 1944

#### Artillerie
Die Artilleriebewaffnung bestand aus fünf 12,7-cm-Geschützen mit Kaliberlänge 50 Typ 3. Dieses ab 1928 eingeführte Seezielgeschütz hatte eine Feuerrate von 5 bis 10 Schuss die Minute. Es konnte eine 23 Kilogramm schwere Granate bis zu 18,4 Kilometer weit schießen und war in zwei Zwillingstürmen des C-Modells und einem Einzelturm des B-Modells. Sie waren in Bootsmittellinie, einer vor dem Brückenaufbau und zwei hinter dem achteren Deckshaus Rücken an Rücken aufgestellt.

#### Flugabwehr
Zur Flugabwehr standen zwei 13,2-mm-Maschinengewehre des Typ 93 zur Verfügung, welche auf einer Plattform am hinteren Schornstein beidseitig aufgestellt waren.
Bedingt durch die starken alliierten Luftstreitkräfte während des Krieges kam es zu einer kontinuierlichen Verstärkung der zwei 2,5-cm-Geschütze; diese hatten die 13,2-mm-Maschinengewehre vor dem Krieg ersetzt. Begonnen wurde damit, eine zusätzliche Doppellafette vor der Brücke auf einer Plattform aufzustellen, dann den Einzelturm an Land zu geben und diesen durch eine Drillingslafette zu ersetzen. Mit den durch Drillingslafetten ersetzten Doppellafetten beiderseits des achteren Schornsteins befanden sich nun elf 2,5-cm-Geschütze an Bord. Ab 1944 kamen weitere zehn Einzellafetten hinzu, was die Gesamtzahl auf einundzwanzig Geschütze erhöhte.

#### Torpedos
Die Torpedobewaffnung bestand aus zwei, um 360° schwenkbaren, Dreifachtorpedorohrsätzen, Kaliber 61 cm, welche Torpedos des Typ 93 verschossen. Diese waren in Bootsmittellinie aufgestellt. Die Mitnahme von acht Reservetorpedos war vorgesehen.

#### U-Jagdausrüstung
Zur U-Jagd waren zwei Ablaufgestelle mit der Möglichkeit des Einsatzes von 16 Wasserbomben vorhanden.

### Sensoren

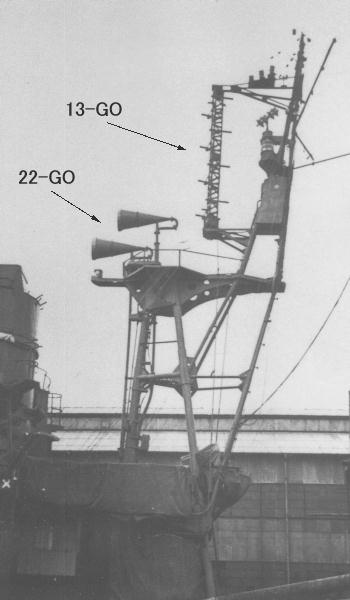
Radargeräte der Typen 22 und 13, hier im Hauptmast eines Zerstörers der Akizuki-Klasse

#### Radar
Japanische Zerstörer waren nicht von Beginn des Pazifikkrieges mit Funkmesstechnik ausgerüstet. Erst Ende des Jahres 1942 erhielten ausgewählte Einheiten das Radar des Typ 22. Dieses zur Seeraumüberwachung und Feuerleitung fähige System, welches normalerweise aus einem Doppelhorn – eines zum Senden und eines zum Empfangen – bestand, war im Hauptmast hinter der Brücke verbaut. Es arbeitete mit einer Wellenlänge von 10 cm und hatte eine Sendeleistung von 2 kW. Bedingt dadurch, dass frühe japanische Radargeräte unzuverlässig und ihr Bedienpersonal schlecht ausgebildet war, neigten Kommandanten dazu Hinweise durch diese nicht ernst zu nehmen und sich auf die klassischen Aufklärungsmethoden wie Ausgucke mit optischen Geräten zu verlassen. Dieses Vertrauen wurde immer problematischer, da die Amerikaner immer bessere Radarsysteme einführten und diese hauptsächlich zur Feuerleitung einsetzten.
Ab 1944 erhielten die überlebenden Zerstörer zur Luftraumüberwachung ein Gerät des Typ 13 eingerüstet, welches über eine lange Leiterantenne verfügte, die ebenfalls im Hauptmast und gegebenenfalls im achteren Mast montiert war. Dieses Radargerät konnte eine Gruppe von Flugzeug in bis zu 100 Kilometer und ein einzelnes Flugzeug in bis zu 50 Kilometer orten. Es arbeitete mit einer Wellenlänge von 100 cm und hatte eine Sendeleistung von 10 kW.

#### Sonar
Zur Suche nach U-Booten war ein Echoortungssystem des Typs 93 und einem Hydrophon-Set vom Typ 93 eingerüstet. Dieses Hydrophon-Set bestand aus zwei Gruppen zu je acht Sensoren, eine Gruppe auf jeder Schiffsseite.

## Besatzung
Die Besatzung hatte eine Stärke von 180 Offizieren, Unteroffizieren und Mannschaften.